# 반동공황
반동공황(反動恐慌)은 제1차 세계대전 후의 수출 부진에 따른 불황을 의미한다.